# Efekty uczenia się
Efekty uczenia się/kształcenia się (ang. learning outcomes) – zasób wiedzy, umiejętności oraz kompetencji społecznych nabytych w procesie uczenia się. Definicja nawiązuje do definicji zawartej
w Zaleceniu Parlamentu Europejskiego i Rady z dnia 23 kwietnia 2008 roku w sprawie ustanowienia europejskich ram kwalifikacji.
W odniesieniu do ram kwalifikacji (Polskiej Ramy Kwalifikacji i Europejskiej Ramy Kwalifikacji) terminy efekty uczenia się/kształcenia się i kompetencje mogą być stosowane zamiennie.
W ustawie Prawo o szkolnictwie wyższym (kwiecień 2011) efekty kształcenia zdefiniowano jako „zasób wiedzy, umiejętności i kompetencji społecznych uzyskanych w procesie kształcenia przez osobę uczącą się”.

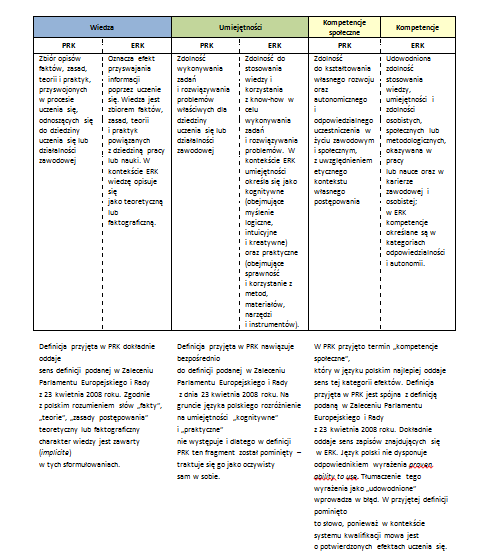
Porównanie brzmienia
podstawowych pojęć (kategorii i efektów uczenia się) w PRK i ERK

Zgodnie z koncepcją ram kwalifikacji, przyjętą w Europie, Polska Rama Kwalifikacji jest oparta na efektach uczenia się. Efekty uczenia się właściwe dla poszczególnych poziomów Polskiej Ramy Kwalifikacji są opisywane w kategoriach wiedzy, umiejętności i kompetencji społecznych.

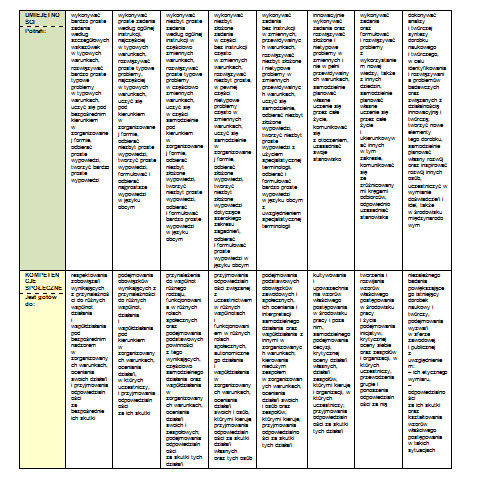

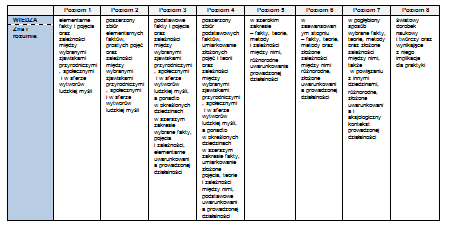

Porównanie brzmienia podstawowych pojęć (kategorii i efektów uczenia się) w PRK i ERK
Polska Rama Kwalifikacji - uniwersalne charakterystyki poziomów